# Juan Bautista Egusquiza
General Juan Bautista Luis Egusquiza Isasi (Assunção, 25 de agosto de 1845 — 24 de agosto de 1902) foi um militar e político paraguaio, presidente do país de 25 de novembro de 1894 até 25 de novembro de 1898. Cerrou fileiras no exército argentino, uma vez que estudou no Colegio Nacional de Concepción del Uruguay, na província de Entre Ríos. Em seu governo, deu bastante ênfase à educação, com a abertura de várias faculdades.